# 桑原政夫

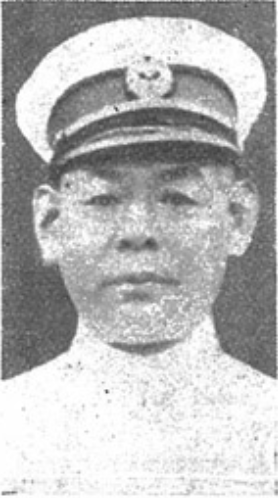
桑原政夫

桑原 政夫（くわはら まさお、1890年（明治23年）1月14日 - 1969年（昭和44年）8月15日）は、台湾総督府官僚。基隆市尹。

## 経歴
埼玉県児玉郡吉岡村（現在の上里町）出身。旧制熊谷中学を経て、1907年（明治40年）、東洋協会専門学校（現在の拓殖大学）を卒業。嘉義庁属、台南州新営郡庶務課長、同東石郡守、台南市助役、台中州員林郡守を歴任し、1932年（昭和7年）に基隆市尹に就任した。
退官後、台湾拓殖株式会社文書課長、台湾野蚕株式会社監査役、台湾畜産興業株式会社監査役などを務めた。
戦後は防府市助役を務めた。